# Plestiodon fasciatus
Plestiodon fasciatus (американський п'ятисмугий сцинк) — вид сцинкоподібних ящірок родини сцинкових (Scincidae). Мешкає в Північній Америці.

## Опис
Американські п'ятисмугі сцинки — невеликі або середнього розміру сцинки, довжина яких становить 12,5-21,5 см (враховуючи хвіст). Молоді сцинки мають темно-коричневе або чорне забарвлення з п'ятьма характерними білими або жовтуватими смугами, що проходять уздовж тіла, і яскраво-синім хвостом. З віком блакитний колір стає світло-блакитним, смуги також можуть повільно зникати, а темно-коричневе забарвлення тьмяніє. Дорослі особини зазвичай мають рівномірно бурувате забарвлення, однак самиці можуть зберігати блакитний колір хвоста у дорослому віці.

## Поширення і екологія
Американські п'ятисмугі сцинки широко поширені на сході США та на крайньому півдні Канади, від заходу Нової Англії і півдня Онтаріо до Міннесоти та на південь через схід Канзасу і Оклахоми до сходу Техасу, узбережжя Мексиканської затоки та північної частини Флоридського півострова. Вони живуть в лісах, серед каміння, пнів, повалених дерев і опалого листя. Ведуть переважно наземний спосіб життя, однак добре лазять по деревах. Живляться безхребетними, іноді дрібними хребетними. Відкладають яйця.